# Miltogramma taeniatorufa
Miltogramma taeniatorufa är en tvåvingeart som beskrevs av Boris Borisovitsch Rohdendorf 1930. Miltogramma taeniatorufa ingår i släktet Miltogramma och familjen köttflugor.
Artens utbredningsområde är Iran. Inga underarter finns listade i Catalogue of Life.